# Sergej Skorovič
Sergej Leonidovič Skorovič (in russo Серге́й Леони́дович Скоро́вич?; Fergana, 5 aprile 1973) è un allenatore di calcio a 5 ed ex giocatore di calcio a 5 russo.

## Carriera
Dopo aver guidato il VIZ-Sinara alla vittoria della Coppa UEFA 2007-08, nel febbraio del 2009 viene nominato commissario tecnico della nazionale russa, che guiderà per 13 anni. Dopo un anno sabatico, il 2 giugno 2023 assume la guida tecnica del Torpedo NN.

## Palmarès

### Allenatore
- Campionato russo: 2
VIZ-Sinara: 2008-09, 2009-10
- Coppa della Russia: 1
VIZ-Sinara: 2006-07
- Coppa UEFA: 1
VIZ-Sinara: 2007-08